# Schloss Theisenort

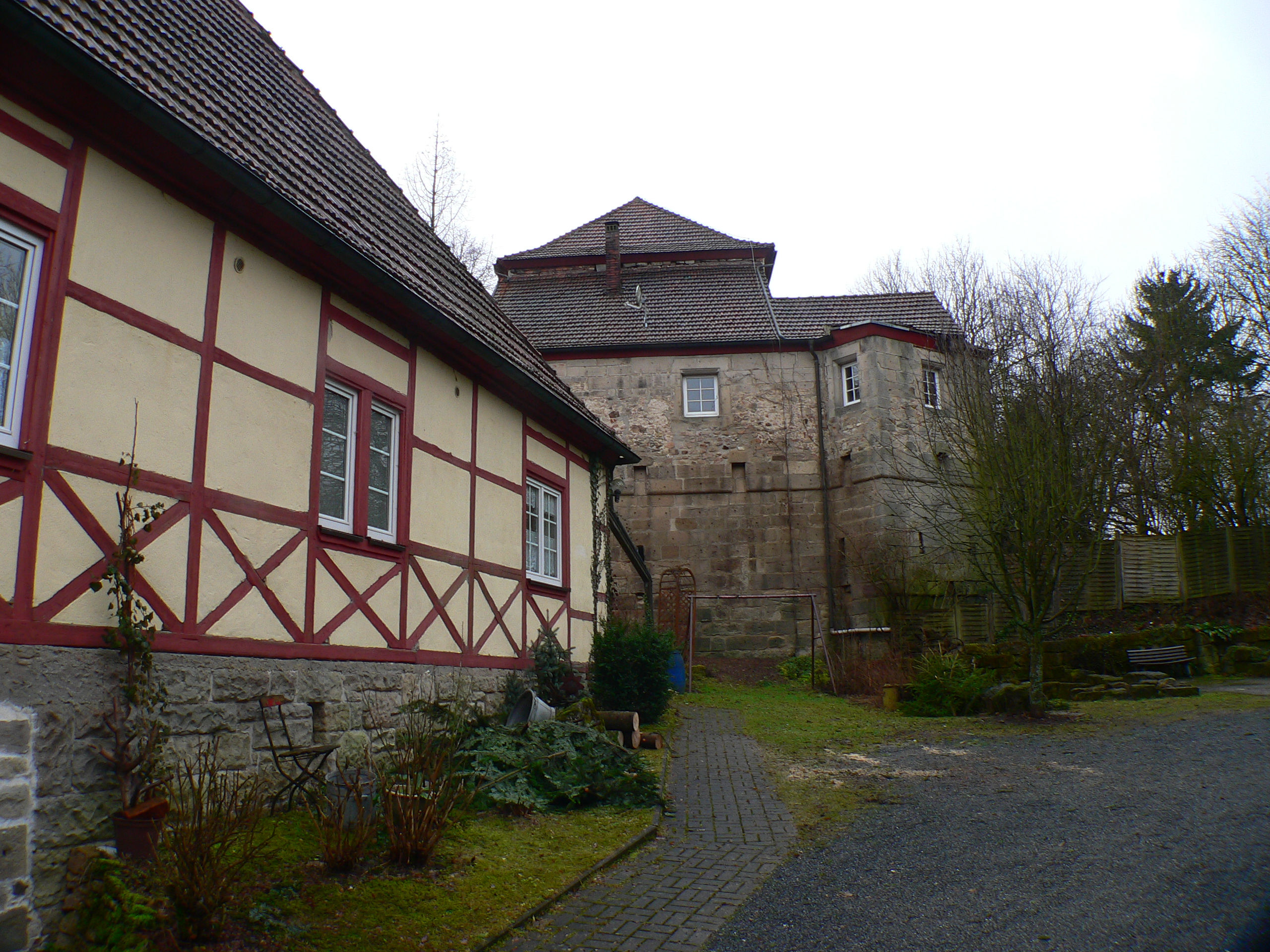
Burg Theisenort, Ostseite

Das Schloss Theisenort befindet sich in der Siedlung Theisenort, einem Gemeindeteil des Marktes Küps im oberfränkischen Landkreis Kronach in Bayern.

## Geographische Lage
Theisenort liegt mitten in der ausgedehnten Tallandschaft der mittleren Rodach. Die günstige Lage des Ortes an diesem Fluss, der im Mittelalter als Transportweg diente, begründete die Anlage von insgesamt zehn Adelssitzen im Gebiet des Marktes Küps, zu dem Theisenort gehört. Neun der zehn Anwesen bestehen noch teilweise stark verändert oder als Ruine oder Bodendenkmal.
Das Schloss Theisenort befindet sich am Nordostrand der Gemeinde in der Straße Am Schlossberg.

## Geschichte
In einem Kaufvertrag des Jahres 1335 wird in Theisenort erstmals ein Adelssitz auf dem Bergkegel über dem Ort erwähnt. Die Ritter Eberhard und Konrad von Kotzau veräußerten ihr Anwesen an das Bamberger Hochstift, das es nur wenige Jahre später an Iring von Redwitz weitergab. 1390 wurde es dem Hochstift erneut zum Lehen übertragen.
Im Bauernkrieg von 1525 plünderten und brandschatzten die Aufständischen die Theisenorter Feste. Bis 1528 wurde sie wieder aufgebaut. Im Dreißigjährigen Krieg unterstützte Veit von Redwitz die schwedischen Truppen im Gegensatz zur kaisertreuen Stadt Kronach. Nach der Niederschlagung der Schweden sollte Veits ganzer Besitz Kronach zufallen, was aber durch den Einfluss protestantischer Fürsten verhindert wurde. So blieb das Theisenorter Anwesen mehr als 500 Jahre im Besitz der Freiherren von Redwitz. Erst Oskar von Redwitz verkaufte 1862 die mittlerweile als Schloss ausgebaute Burg an die Grafen von Egloffstein, die es aber bereits 1909 an Julius Eckart veräußerten, dessen Nachkommen den Besitz noch innehaben.
1947 wurde das Schloss vom Blitz getroffen und brannte vollständig aus. Durch den Wiederaufbau als Wohnhaus ging der Schlosscharakter verloren.

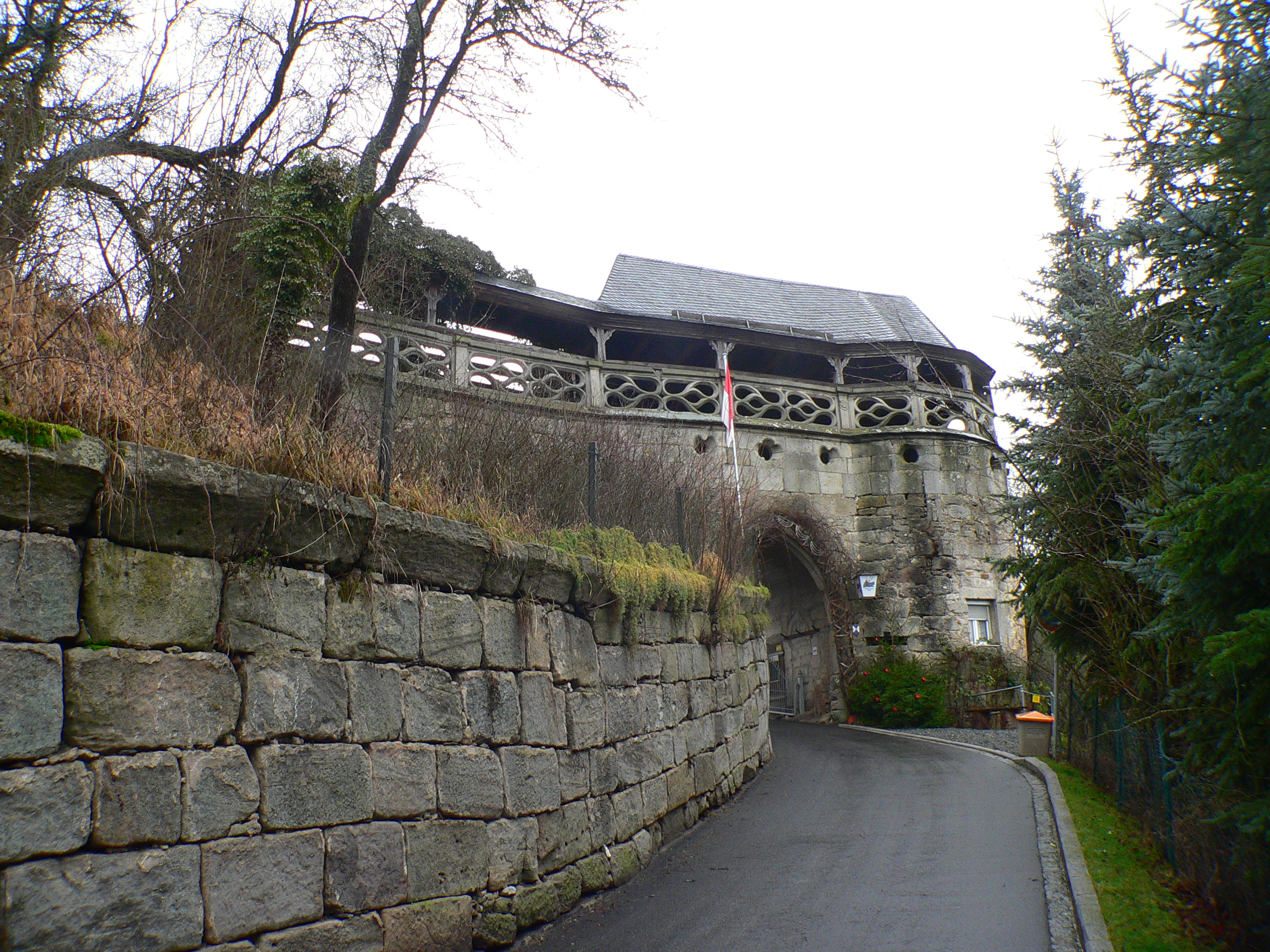
„Alte Wache“
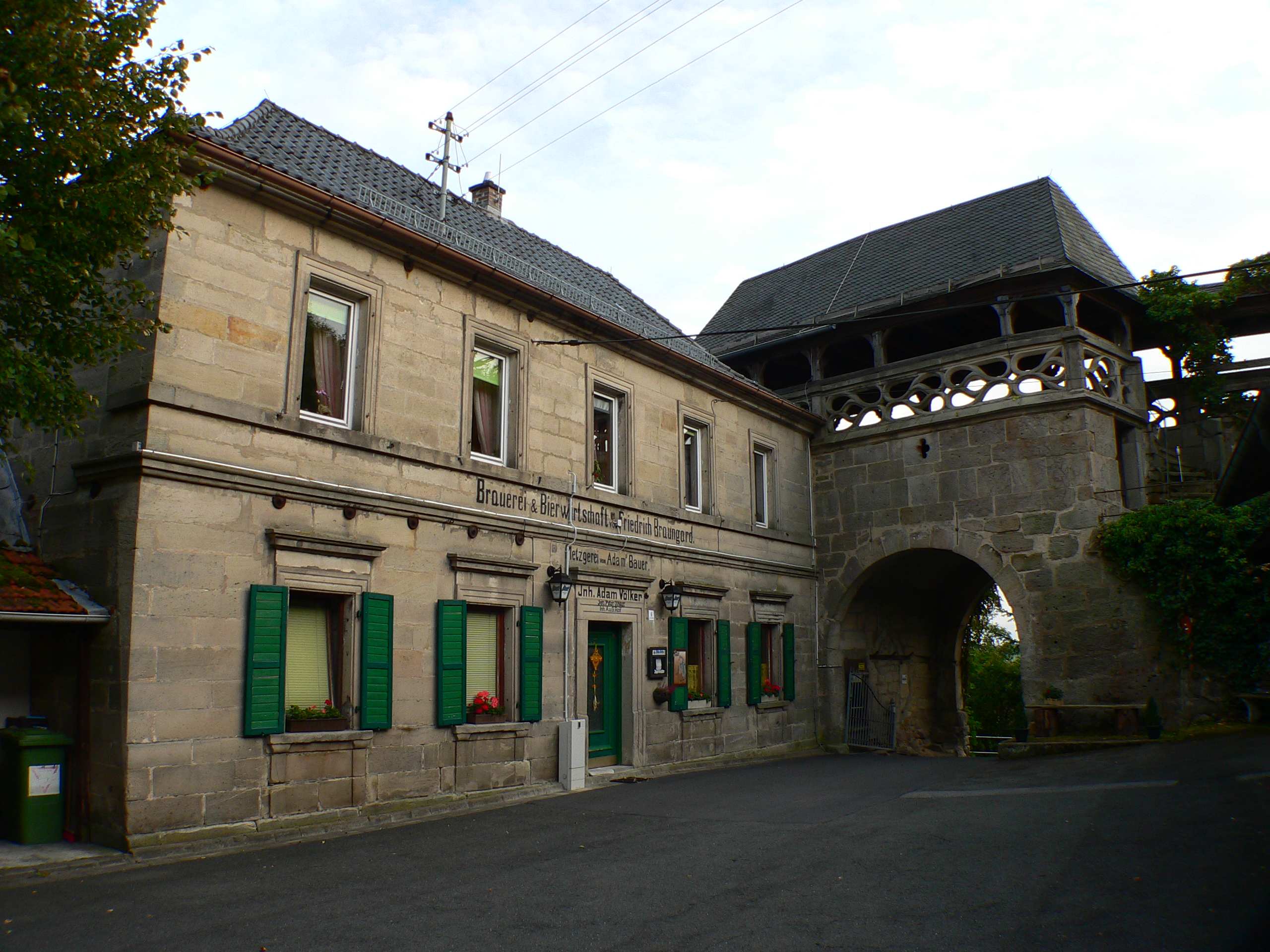
„Alte Wache“ und ehemalige Brauerei
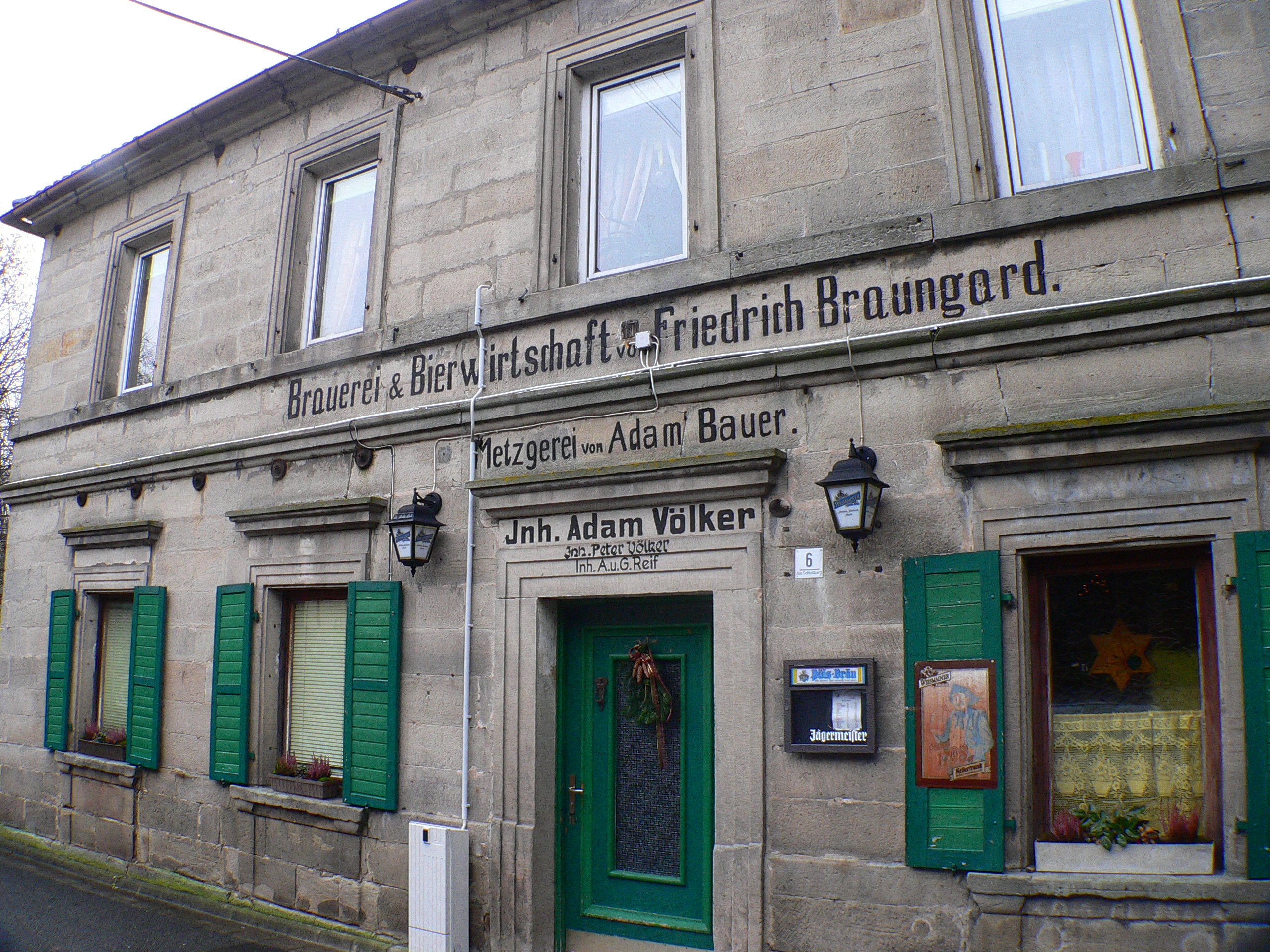
Ehemalige Schlossbrauerei
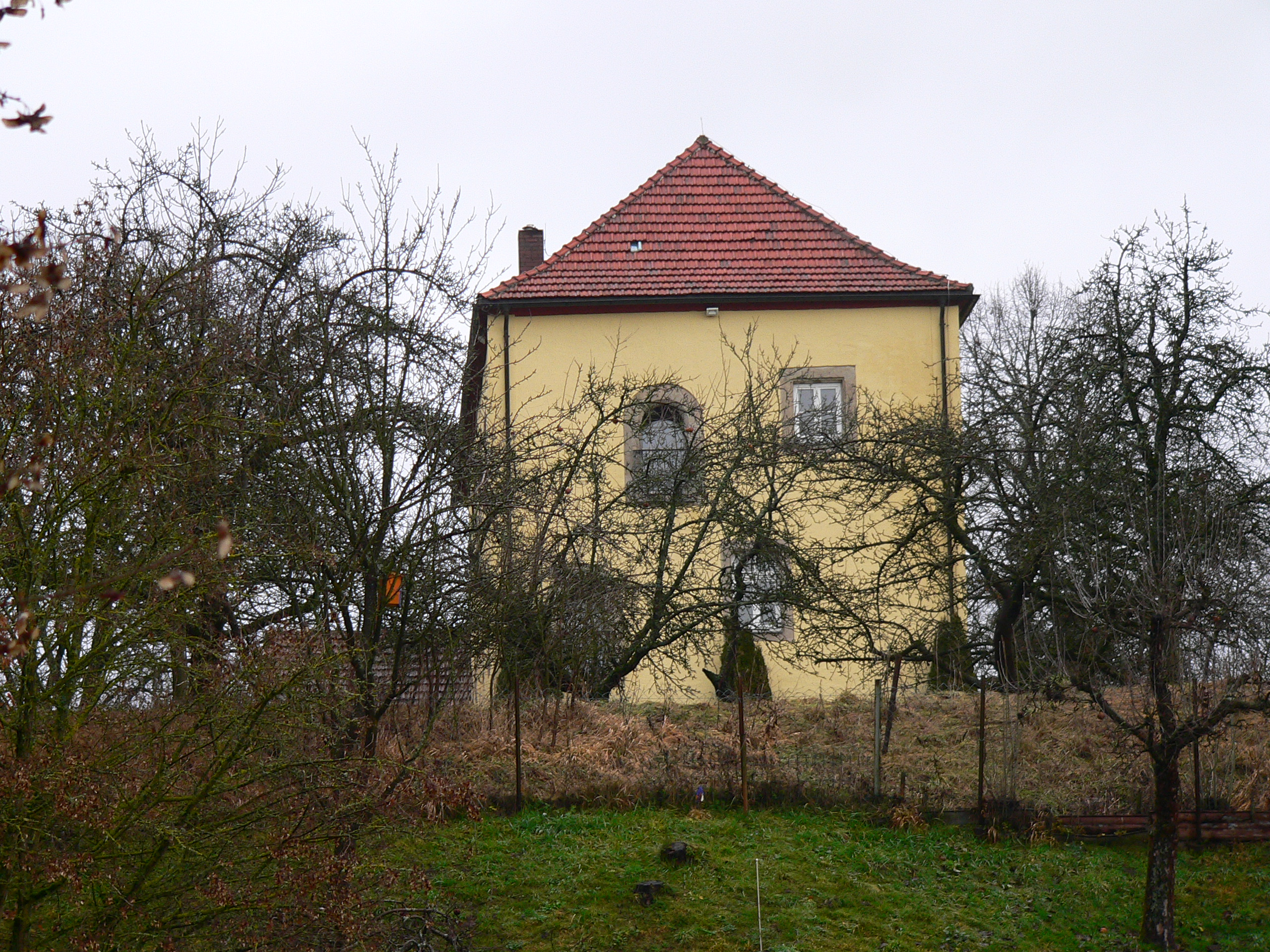
Schloss Theisenort – neuer Teil

## Bauten

### Alte Wache
Am Ende der steilen Auffahrt zum Schlossberg gelangt man zunächst zur sogenannten Alten Wache. Sie gehört zur dem Schloss vorgelagerten Vorburg aus dem 14. Jahrhundert und stellt den ältesten Teil der erhaltenen Anlage dar. Über der Tordurchfahrt, die außen spitz- und innen rundbogig ist, verläuft ein offener Wehrgang mit einer durch Maßwerk gegliederten Sandsteinbrüstung. An einem der Pfosten, der die Überdachung aus Balkenwerk trägt, befindet sich das Wappen von Wilhelm von Redwitz aus dem Jahr 1675. Dem dreigeschossigen Torbau ist ein runder Eckturm mit horizontalen Schießscharten angefügt. Im 15. Jahrhundert erhielt der Tortrakt eine westliche Verlängerung, deren heutige Gestalt aus dem Jahr 1586 stammt.

### Vorburg

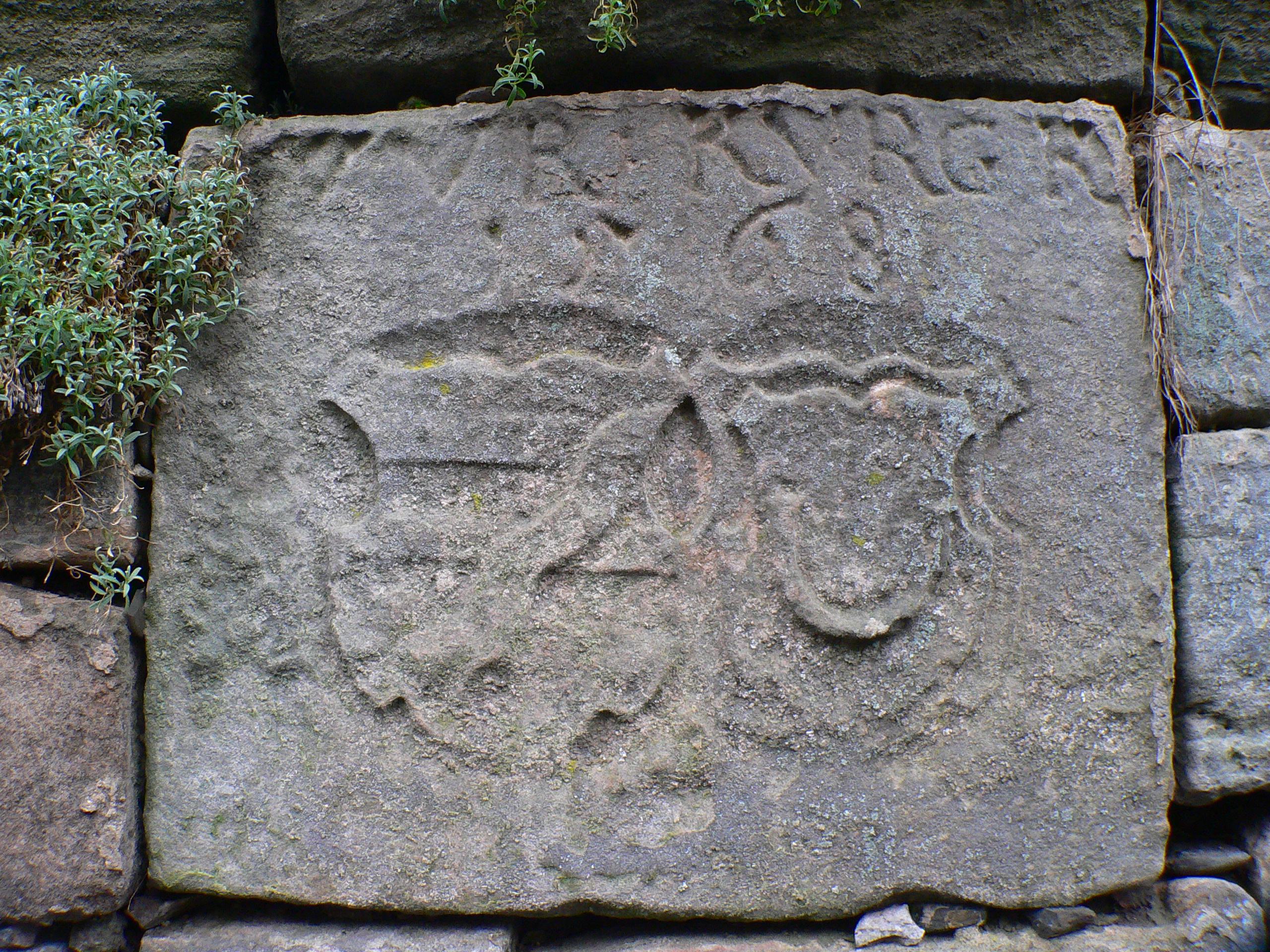
Allianzwappen von 1568

Rechts an den Torbau schloss sich nach Osten hin zunächst lediglich eine Ringmauer an, die 1860 bei der Neuanlage des Schlossgasthofs dessen Außenwand wurde. Unmittelbar dahinter steht quer eine Scheune mit Satteldach, die bereits im 17. Jahrhundert aus Fachwerk auf der nördlichen Außenmauer der Vorburg errichtet wurde. Sie diente als Zehntscheune zur Lagerung von Naturalsteuern der Bauern. An einer weiteren Sandsteinmauer der Vorburg ist ein Doppelwappen aus dem Jahr 1568 angebracht mit den Initialen „WVR KVRGK“ (Wilhelm von Redwitz und Katharina von Redwitz geborene Koller).

### Schloss
Das oberhalb der Vorburg liegende eigentliche Schloss ist seit seinem Wiederaufbau 1950 ein einfacher, rechteckiger, verputzter Bau mit drei Geschossen und einem Walmdach. Den einzigen Schmuck stellt ein über dem Portal an der Südfront, das über eine fünfstufige Freitreppe erreichbar ist, angebrachtes farbig glasiertes Redwitz-Wappen aus dem 16. Jahrhundert dar. In der Ostseite des Gebäudes sind die ältesten Teile in Form von Bruchsteinen und verzahnten Eckquadern erhalten. An dieser Seite befindet sich ein kleiner zweistöckiger Anbau, an dessen Nordostecke ein diagonal gestelltes Rechtecktürmchen angefügt ist. Unterhalb des Schlossbaus sind in die Felsen des Nordostabhangs Keller und unterirdische Gänge geschlagen worden, die ursprünglich auch von der Burg her zugänglich waren und teilweise erhalten sind.

### Kirche

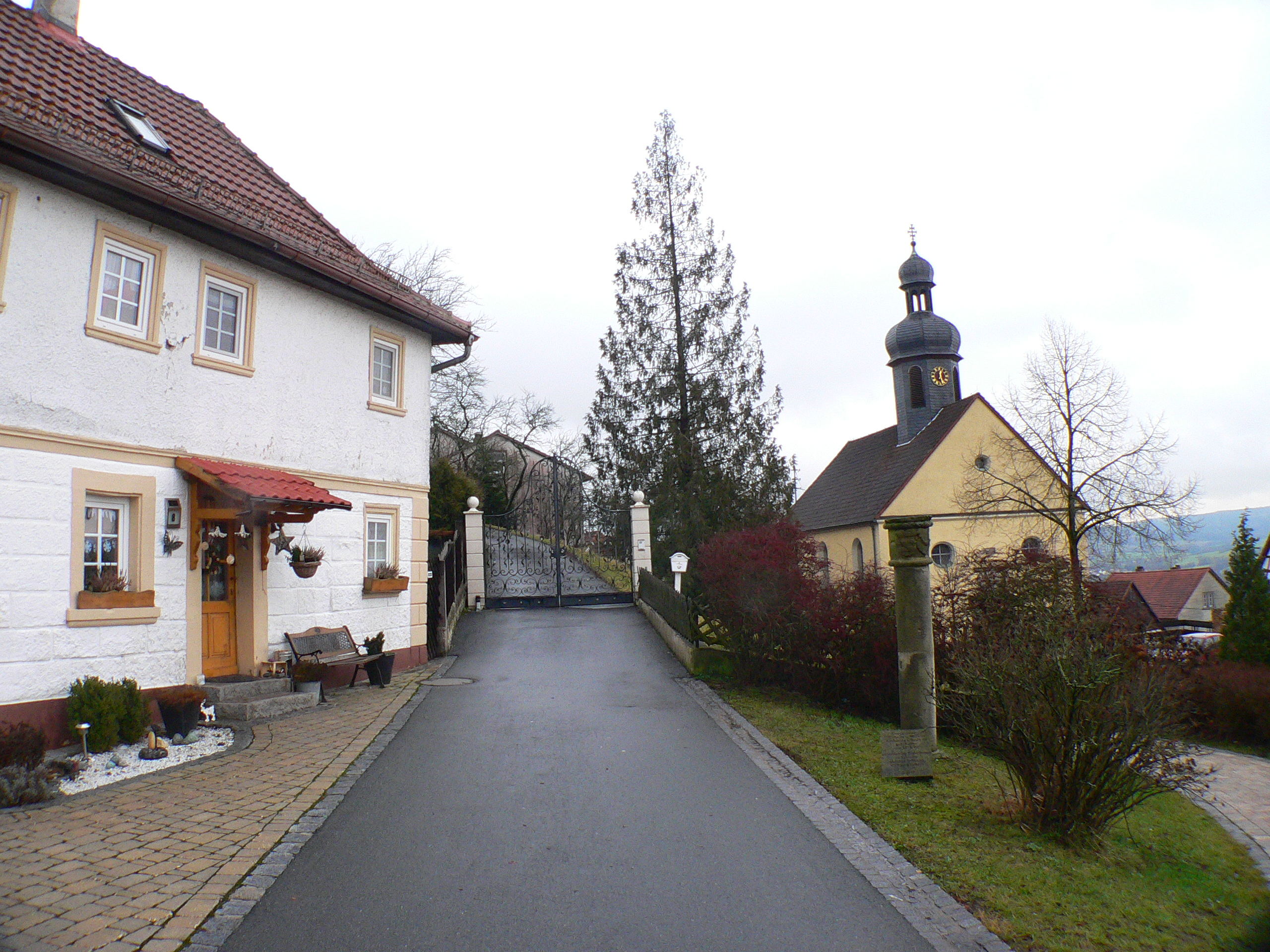
Schlossauffahrt mit Simultankirche

Am Südhang des Schlossbergs steht unterhalb des Schlosses auf einer Terrasse die schlichte, rechteckige Simultankirche Zur Heiligen Dreifaltigkeit. Sie wurde 1699 als evangelische Kirche geweiht. Seit 1710 wird dort auch katholischer Gottesdienst gefeiert. Vorgängerbauten der Schlosskirche waren zwei Kapellen aus den Jahren 1357 und 1497/98. In der heutigen Kirche stehen ein Taufbecken aus dem 16. Jahrhundert und eine fünfteilige plastische Gruppe der Marienkrönung. Über dem rundbogigen Westportal befindet sich ein Allianzwappen des Georg Christoph von Redwitz und der Ursula Margaretha Regina von Boyneburg mit der Jahreszahl 1698.